# Miel Vanattenhoven
Miel Vanattenhoven (Zichem, 22 juni 1944 - 2 april 2008) was een Vlaams radioproducer en concertorganisator.

## Carrière
Miel Vanattenhoven studeerde in 1968 af aan het RITCS als dramaturg. Hij was er bedrijvig als componist en pianist in het studentenkabaret Brustukadorusch rond Bert Verhoye. Daarna was hij een seizoen lang dramaturg van KVS-Brussel. Hij startte zijn carrière bij de BRT eind jaren 60. Hij was er losse medewerker en sonorisator bij de afdeling fictie. Vervolgens werkte hij mee aan jazzprogramma's met Elias Gistelinck. Hij stond ook samen met zijn latere levenspartner Marianne Van Kerkhoven aan de wieg van Het Trojaanse Paard – strijdtheater in de jaren zeventig-80 dat toen gesmaakte stukken bracht over de verhouding tussen 'arbeid en kapitaal'.
In het begin van de jaren zeventig werd Vanattenhoven producer lichte muziek bij BRT1. In deze periode raakte hij ook betrokken bij Jazzpromenade, dat in die periode werd omgedoopt tot Jazz Middelheim.
Later produceerde hij nog veel andere programma's op de VRT, samen met onder andere Jan Theys.
Op het einde van de jaren 80 kreeg Vanattenhoven een eigen jazzprogramma op Radio 1. Enkele jaren later werd dit programma omgedoopt tot In de Club, het populaire programma dat meer dan 16 jaar liep. Vanattenhoven werd producer van In de Club, dat gepresenteerd werd door Wilfried Haesen en Rob Leurentop.
Toen In de Club in 2007, bij de herstructurering van Radio 1 werd opgedoekt, stapte Vanattenhoven over naar Klara. Hij presenteerde er het jazzprogramma Neve, samen met pianist Jef Neve.
Tot 2007 bleef Vanattenhoven de bezielende kracht achter Jazz Middelheim.
Vanattenhoven acteerde ook; als geboren Zichemnaar speelde hij de rol van Victalis van Gille in het televisiefeuilleton Wij, Heren van Zichem.
Zijn collega Wilfried Haesen omschreef Miel als 'een beetje een brombeer, maar wel een lieve'.
Miel Vanattenhoven overleed in de nacht van 1 op 2 april 2008 aan de gevolgen van kanker.
- Gemeinsame Normdatei: 1048569179
- Virtual International Authority File: 307295495